# دوراهان (بروجن)
دوراهان (بروجن)، روستایی از توابع بخش گندمان شهرستان بروجن در استان چهارمحال و بختیاری است.

## جمعیت
این روستا در دهستان دوراهان قرار دارد و براساس سرشماری مرکز آمار ایران در سال۱۳۹۵، جمعیت آن۷۱۲ نفر(۲۰۷خانوار) بوده‌است.